# Coupe d'Asie du Sud de football 2003
Navigation
Inde 1999 Pakistan 2005
La Coupe d'Asie du Sud de football 2003 est la 5e édition de la compétition de football opposant les équipes des pays et territoires situés en Asie du Sud. Elle est organisée par la Fédération d'Asie du Sud de football (SAFF).
Comme pour les éditions précédentes, les 8 nations membres de la SAFF participent à la compétition. Un premier tour voit les équipes réparties en 2 poules de 4, où chacun affronte une fois ses adversaires. Les 2 premiers de chaque poule sont qualifiés pour la phase finale, disputée en demi-finales et finale.
Prévue initialement en janvier-février 2002, la compétition est décalée de presque un an afin de permettre la participation du Bangladesh, suspendu un an par la FIFA à partir du 11 janvier 2002. L'équipe d'Afghanistan, qui à l'origine ne devait pas participer au tournoi, est incluse dans le tirage au sort, suivant les recommandations de l'AFC.
C'est le Bangladesh, pays hôte du tournoi, qui remporte la compétition pour la première fois en battant les Maldives en finale, après une séance de tirs au but.

## Équipes participantes
| - Bangladesh (Pays organisateur) - Maldives - Inde - Sri Lanka - Pakistan - Bhoutan - Népal - Afghanistan |

## Compétition

### Groupe A
| Classement |             |     |   |   |   |   |    |    |      |
|            | Équipe      | Pts | J | G | N | P | BP | BC | Diff |
| 1          | Pakistan    | 9   | 3 | 3 | 0 | 0 | 4  | 1  | +3   |
| 2          | Inde        | 4   | 3 | 1 | 1 | 1 | 5  | 2  | +3   |
| 3          | Sri Lanka   | 4   | 3 | 1 | 1 | 1 | 3  | 3  | 0    |
| 4          | Afghanistan | 0   | 3 | 0 | 0 | 3 | 0  | 6  | -6   |

| 10 janvier | Pakistan  | 1 | 0 | Inde        |
|            | Sri Lanka | 1 | 0 | Afghanistan |
| 12 janvier | Pakistan  | 2 | 1 | Sri Lanka   |
|            | Inde      | 4 | 0 | Afghanistan |
| 14 janvier | Pakistan  | 1 | 0 | Afghanistan |
|            | Inde      | 0 | 0 | Sri Lanka   |

### Groupe B
| Classement final |            |     |   |   |   |   |    |    |      |
|                  | Équipe     | Pts | J | G | N | P | BP | BC | Diff |
| 1                | Bangladesh | 9   | 3 | 3 | 0 | 0 | 5  | 0  | +5   |
| 2                | Maldives   | 6   | 3 | 2 | 0 | 1 | 9  | 3  | +6   |
| 3                | Népal      | 3   | 3 | 1 | 0 | 2 | 4  | 4  | -0   |
| 4                | Bhoutan    | 0   | 3 | 0 | 0 | 3 | 0  | 11 | -11  |

| 11 janvier | Maldives   | 6 | 0 | Bhoutan  |
|            | Bangladesh | 1 | 0 | Népal    |
| 13 janvier | Bangladesh | 1 | 0 | Maldives |
|            | Népal      | 2 | 0 | Bhoutan  |
| 15 janvier | Maldives   | 3 | 2 | Népal    |
|            | Bangladesh | 3 | 0 | Bhoutan  |

### Tableau final
|  | Demi-finales      | Demi-finales      |                        |       | Finale | Finale |
|  | Demi-finales      | Demi-finales      |                        |       | Finale | Finale |
|  |                   |                   |                        |       |        |        |
|  |                   |                   |                        |       |        |        |
|  |                   |                   |                        |       |        |        |
|  | Pakistan          | 0                 |                        |       |        |        |
|  | Pakistan          | 0                 |                        |       |        |        |
|  | Maldives          | 1                 |                        |       |        |        |
|  | Maldives          | 1                 | Maldives               | 1 (3) |        |        |
|  |                   |                   | Maldives               | 1 (3) |        |        |
|  |                   | Bangladesh t.a.b. | 1 (5)                  |       |        |        |
|  | Bangladesh b.e.o. | Bangladesh t.a.b. | 1 (5)                  | 2     |        |        |
|  | Bangladesh b.e.o. |                   |                        | 2     |        |        |
|  | Inde              | 1                 |                        |       |        |        |
|  | Inde              | 1                 | Match pour la 3e place |       |        |        |
|  |                   |                   |                        |       |        |        |
|  |                   |                   |                        |       |        |        |
|  |                   |                   |                        |       |        |        |
|  | Pakistan          | 1                 |                        |       |        |        |
|  | Pakistan          | 1                 |                        |       |        |        |
|  | Inde b.e.o.       | 2                 |                        |       |        |        |
|  | Inde b.e.o.       | 2                 |                        |       |        |        |

#### Demi-finales
| 18 janvier 2003 | Maldives   | 1 - 0 | Pakistan | Bangabandhu National Stadium, Dacca |                      |
|                 | Fazeel 12e |       |          | Arbitrage : M.Gurung                | Arbitrage : M.Gurung |

| 18 janvier 2003 | Bangladesh              | 2 - 1 beo | Inde         | Bangabandhu National Stadium, Dacca |                       |
|                 | Kanchan 77e · Munna 96e |           | Da Cunha 81e | Arbitrage : M.Chaiwat               | Arbitrage : M.Chaiwat |

#### Match pour la3eplace
| 20 janvier 2003 | Inde                    | 2 - 1 beo | Pakistan   | Bangabandhu National Stadium, Dacca |                     |
|                 | Vijayan 56e · Yadav 99e |           | Rasool 66e | Arbitrage : M.Hasan                 | Arbitrage : M.Hasan |

#### Finale
| 20 janvier 2003 | Bangladesh        | 1 - 1 | Maldives     | Bangabandhu National Stadium, Dacca      |                                          |
|                 | Ranchan 12e       |       | Ali Umar 58e | Spectateurs : 46 000 Arbitrage : M.Silva | Spectateurs : 46 000 Arbitrage : M.Silva |
|                 | Tirs au but 5 - 3 |       |              | Spectateurs : 46 000 Arbitrage : M.Silva | Spectateurs : 46 000 Arbitrage : M.Silva |

| Coupe d'Asie du Sud 2003 Vainqueur Bangladesh Premier titre |